# Le Patron, c'est moi
Pour plus de détails, voir Fiche technique et Distribution.
Le Patron, c'est moi (Il padrone sono me) est un film dramatique italien réalisé par Franco Brusati, et sorti en 1955. 
Il s'agit d'une adaptation du roman éponyme d'Alfredo Panzini paru en 1922.

## Synopsis
Saga familiale sur fond de campagne romagnole. Robertino passe ses vacances d'été dans la propriété familiale où il joue avec Giovannino, le fils du fermier Mingon, et Dolly, une cousine américaine. Une fois adulte, Robertino déclare son amour à Dolly qui, elle, épouse un riche Américain. La Première Guerre mondiale éclate et Robertino s'engage, mais c'est à ce moment-là que Dolly lui avoue son amour. Au front, il retrouve son ami Zvanin mais meurt au combat. Au retour du front, des révoltes paysannes éclatent et Mingon rachète le domaine, devenant ainsi le « patron ». Les années passent, Mingon meurt et Zvanin fait une réflexion amère : les enfants qui jouent devant la maison sont les patrons de demain, convaincus qu'ils pourront posséder quelque chose sur terre, mais les luttes et les amours ne laisseront qu'un grand silence.

## Fiche technique
- Titre français : Le Patron, c'est moi[1]
- Titre original italien : Il padrone sono me[2],[3]
- Réalisation : Franco Brusati
- Scénario : Franco Brusati, d'après le roman éponyme d'Alfredo Panzini paru en 1922
- Photographie : Philippe Agostini, Luciano Trasatti (it)
- Montage : Otello Colangeli
- Musique : Roman Vlad
- Décors : Ottavio Scotti (it)
- Producteur : Angelo Rizzoli, Robert Haggiag
- Société de production : Rizzoli Film, Dear Film
- Pays de production :  Italie
- Langue originale : italien
- Format : Noir et blanc - 1,37:1 - Son mono - 35 mm
- Genre : film dramatique
- Durée : 95 minutes
- Date de sortie :
  - Italie : 7 septembre 1955 (Mostra de Venise 1955) ; 17 novembre 1955 (sortie nationale)
  - France : 1956

## Distribution
- Myriam Bru : Dolly
- Paolo Stoppa : Mingon
- Pierre Bertin : Edoardo
- Andreina Pagnani : dame de la villa
- Jacques Chabassol : Robertino
- Albino Cocco : Zvanì
- Leopoldo Trieste : philosophe
- Margaret Roy Anderson : Miss Hadlock
- Guido Celano : maréchal des carabiniers
- Giuseppe Addobbati (sous le nom de « John Douglas ») : James
- Lina Gennari : femme volée par des brigands
- Assunta Radico : Marianna
- Daniela Rocca : Nunziata
- Piero Girotti : Robertino enfant
- Benedetta Tamburella : Dolly enfant
- Carlo Dale : Archimède, le pharmacien
- Armando Annuale : prêtre
- Felice Minotti : agriculteur protestataire
- Stefano Trani : Zvanì enfant

## Production
Le tournage a commencé le 2 mai 1955 et a duré 11 semaines. Le film a été tourné dans les studios de Cinecittà pour les intérieurs, tandis que certains extérieurs ont été tournés dans le lieu-dit Pavona, qui fait partie de la commune d'Albano Laziale.
Paolo Heusch et Carlo Lastricati ont travaillé comme réalisateurs de seconde équipe, Giovanni Fago comme assistant-réalisateur, Giorgio Pes comme assistant-décorateur et Anna Anni comme assistante-costumière.